# Лабаф, Шайа
Ша́йа Саи́д Лаба́ф (англ. Shia Saide LaBeouf; /ˈʃaɪə ləˈbʌf/; род. 11 июня 1986, Лос-Анджелес, Калифорния, США) — американский актёр, художник-постановщик и кинорежиссёр. Сыграл Луиса Стивенса в сериале канала Disney «Зажигай со Стивенсами» — за роль в котором номинирован на премию «Молодой актёр» в 2001 и 2002 годах и получил дневную премию «Эмми» в 2003 году. Дебютировал в кино в фильме «Рождественский путь» (1998). В 2004 году дебютировал в качестве режиссёра с короткометражным фильмом «Возлюбить ненависть», а позже снял короткометражный фильм «Маньяк» (2011) с американскими рэперами Cage и Kid Cudi в главных ролях.
В 2007 году актёр снялся в коммерчески успешных фильмах «Паранойя» и «Лови волну!». В том же году он получил роль в научно-фантастическом фильме Майкла Бэя «Трансформеры» в роли Сэма Уитвики, главного героя. «Трансформеры» имели кассовый успех и стали одним из самых кассовых фильмов 2007 года. Позже Шайа появился в его продолжениях «Трансформеры: Месть падших» (2009) и «Трансформеры 3: Тёмная сторона Луны» (2011), которые также имели кассовый успех. В 2008 году он сыграл Генри «Матта Уильямса» Джонса III в фильме «Индиана Джонс и Королевство хрустального черепа».
Среди других его работ — фильмы «Клад» (2003), «Константин: Повелитель тьмы» (2005), «Уолл Стрит: Деньги не спят» (2010), «Самый пьяный округ в мире» (2012), «Грязные игры» (2012), «Нимфоманка» (2013), «Опасная иллюзия» (2013), «Ярость» (2014), «Американская милашка» (2016), «Борг/Макинрой» (2017), «Милый мальчик» (2019), «Арахисовый сокол» (2019), «Фрагменты женщины» (2020) и «Отец Пио» (2022).
С 2014 года Шайа занимается различными проектами в области публичного перформанса совместно с LaBeouf, Rönkkö & Turner.

## Биография

### Ранние годы
Шайа Лабаф родился 11 июня 1986 года в Лос-Анджелесе, штат Калифорния. Он единственный ребёнок Шейны Саиде и Джеффри Лабафа. Его мать была художником-визуалистом, дизайнером ювелирных изделий и бывшей танцовщицей, его отец — ветеран войны во Вьетнаме, профессиональный клоун. Его мать умерла от сердечной недостаточности в августе 2022 года. Мать Шайи была еврейкой, а его отец, французского происхождения каджун, христианин. Он заявил, что воспитывался «с обеих сторон»; он прошел церемонию Бар-мицвы, а также был крещён. Один из лагерей, который он посещал, был христианским. С иврита имя Шайа переводится как «дар Божий». Он принял католическую веру в 2022 году.
Шайа описывал родителей как «хиппи», отца как «крепкого орешка и человека другой породы», а его воспитание как похожее на «образ жизни хиппи», заявив, что его родители были «довольно странными людьми, но они любили меня, и я любил их». Его родители в конечном итоге развелись, главным образом из-за финансовых проблем, и у Шайи было, по его словам, «хорошее детство», он рос в бедности в Эхо Парке с матерью, которая работала продавцом тканей и брошей. Дядя Шайи собирался усыновить его на каком-то этапе, потому что его родители больше не могли позволить себе иметь его, и «у них было слишком много гордости, чтобы жить на пособие или талоны на питание». Чтобы справиться с разводом его родителей, он выступал перед семьей, подражая отцу[прояснить].
Шайа заявил, что в детстве его отец «принимал наркотики» и был помещен в наркологическую реабилитацию из-за героиновой зависимости, в то время как мать Шайи «пыталась держать оборону». В период, когда его отец проходил реабилитацию из-за своей пагубной привычки, Шайе было около 10 лет и он случайно услышал, как незнакомец изнасиловал его мать в их доме.
Затем Шайа жил с отцом с 12-летнего возраста, пока снимался в фильме «Зажигай со Стивенсами»; отец был рядом с сыном и на съёмочной площадке. В течение этого времени он сопровождал его на собрания Анонимных алкоголиков. Шайа также сказал, что подвергался жестокому обращению со стороны отца, который однажды наставил пистолет на сына, вспоминая войну во Вьетнаме. Шайа оставался близок к обоим родителям и финансово поддерживал их.
Он посещал Ramón C. Cortines School of Visual and Performing Arts на 32-й улице в Лос-Анджелесе (LAUSD) и среднюю школу Александра Гамильтона, хотя большую часть образования он получил от репетиторов. В интервью Шайа сказал, что, оглядываясь назад на своё детство, он чувствует благодарность и рассматривает некоторые из этих воспоминаний как шрамы.
Шайа завершил Лос-Анджелесский марафон 21 марта 2010 года, показав время 4 часа 35 минут и 31 секунду.

### Начало карьеры и «Зажигай со Стивенсами»
До того, как стать актёром, Шайа практиковал комедийную игру по соседству в качестве «побега» из враждебного окружения. В возрасте 10 лет он начал выступать со стендапом в The Improv, описывая своё обаяние[уточнить] как наличие «отвратительно грязного» материала и «50-летнего рта у 10-летнего ребёнка»[что?]. Впоследствии он нашел агента через «Желтые страницы» и был принят на работу, как притворяясь собственным менеджером. Шайа сказал, что изначально он стал актёром, потому что его семья была разорена, а не потому, что он хотел продолжить актёрскую карьеру, изначально заразившись идеей от ребёнка-актера, которого он встретил, у которого было то, чего он хотел.
В начале 2000-х Шайа стал известен среди молодой аудитории после роли Луиса Стивенса в еженедельной программе Disney Channel «Зажигай со Стивенсами», роль, которая позже принесла ему дневную премию «Эмми». Он сказал, что «[он] вырос на этом шоу», и участие в актёрском составе было «лучшим, что с ним случилось». В последующие несколько лет он снялся в фильме «Клад» (2003), который получил высокую оценку. В 2005 году он снялся в фильме «Константин: Повелитель тьмы», сыграв роль Чеза Крамера, с Киану Ривзом в главной роли. В том же году он озвучил Асбела в английском дубляже «Навсикая из долины ветров» производства Disney. Шайа дебютировал в качестве режиссёра в короткометражном фильме «Возлюбить ненависть» с Лоренцо Эдуардо. Он играл реальных людей, в том числе гольфиста Фрэнсиса Уиме и младшую версию Дито Монтьеля в «Как узнать своих святых» (2006).

### 2007—2011: Прорывные и высокобюджетные фильмы

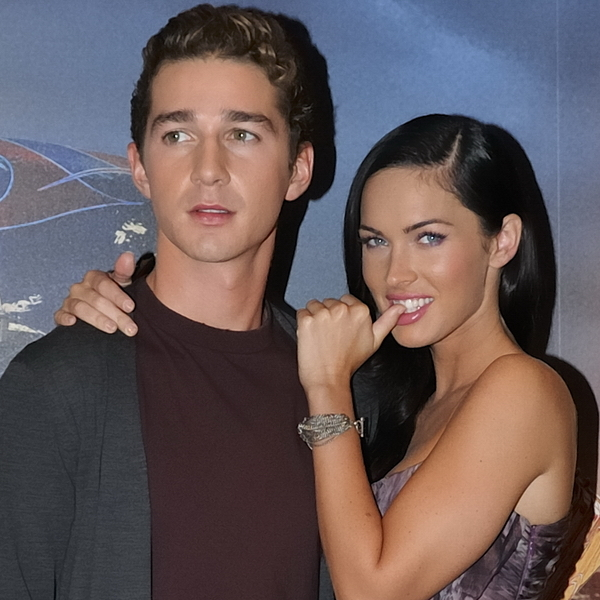
Шайа Лабаф с коллегой по фильму Меган Фокс на пресс-конференции «Трансформеров» в Париже в июне 2009 года

Шайа снялся в триллере «Паранойя», вышедшем на экраны 13 апреля 2007 года, в роли подростка, находящегося под домашним арестом, который подозревает, что его сосед — серийный убийца, что, по его мнению, является «характерной» ролью. Он получил положительные отзывы за эту роль, а газета Buffalo News написала, что он «способен одновременно передать гнев, раскаяние и интеллект». Он был ведущим Saturday Night Live 14 апреля 2007 года и вернулся в следующем сезоне, чтобы вести эпизод, который вышел в эфир 10 мая 2008 года.
Шайа снялся в фильме 2007 года «Трансформеры» в роли Сэма Уитвики вместе с Меган Фокс. Его персонаж — человек, который оказывается вовлеченным в конфликт между автоботами и десептиконами. Фильм получил смешанные отзывы критиков, а игра Шайи получила столь же средние отзывы. Фильм стал самым кассовым фильмом Шайи на тот момент.
В фильме «Индиана Джонс и Королевство хрустального черепа» (2008) Шайа сыграл смазливого сына Индианы Джонса, Матта Уильямса. Стефани Закек из Salon сочла его выступление «достаточно привлекательным» и написала, что он «разумно старается вести себя как можно сдержаннее». Шайа сказал Los Angeles Times, что, по его мнению, он как актёр «недооценил наследие Джонса», и «была причина», по которой фильм не был принят повсеместно. Его следующим фильмом был «На крючке», вышедший на экраны 26 сентября. Джош Белл из Las Vegas Weekly сказал, что он «делает убедительную заявку на статус героя боевика, хотя его случайные выпады на эмоциональную глубину на самом деле ни к чему не приводят».
В феврале Шайа дебютировал в качестве режиссёра музыкального видео, сняв клип на сингл американского рэпера Cage «I Never Knew You» с его третьего альбома Depart from Me (2009). Он был снят в Лос-Анджелесе и включает в себя несколько эпизодических выступлений партнеров Cage по лейблу Definitive Jux. Через Cage Шайа познакомился с Kid Cudi. Позже все трое работали над короткометражным фильмом под названием «Маньяк» (2011), который был вдохновлен одноимённой песней со второго альбома Kid Cudi «Man on the Moon II: The Legend of Mr. Rager» (2010). Помимо режиссуры короткометражного фильма, на Кубке каннабиса 2010 года Шайа снял музыкальное видео на песню Kid Cudi «Marijuana».
Он появился в фильме режиссёра Оливера Стоуна «Уолл Стрит: Деньги не спят» (2010), продолжении «Уолл-стрит» (1987). В этом фильме Шайа сыграл амбициозного трейдера с Уолл-стрит. The Hollywood Reporter назвал Шайа одним из молодых актёров мужского пола, которые «подталкивают — или их подталкивают» к тому, чтобы возглавить Голливуд в качестве нового «Списка А».
Шайа повторил роль Сэма Уитвики в сиквеле «Трансформеров» 2009 года «Трансформеры: Месть падших». Съемки начались в мае 2008 года и закончились в конце 2008 года. Из-за травмы Шайи, полученной в автомобильной аварии, режиссёру Майклу Бэю и сценаристу Роберто Орчи пришлось переписать сценарий, чтобы защитить его руку во время съемок. Шайа сказал, что производство было отложено всего на два дня, потому что Бэй компенсировал это съёмками сцен второго блока, и Шайа выздоровел на несколько недель раньше, чем ожидалось, что позволило ему вернуться на съёмочную площадку. Ближе к концу съемок Шайа повредил глаз, ударившись о реквизит; травма потребовала наложения нескольких швов. Он возобновил съемку два часа спустя. Несмотря на то, что фильм собрал в прокате 800 миллионов долларов, он получил в основном негативные отзывы критиков, а Шайа разделил номинацию на «Золотую малину» «Худшая экранная пара 2009 года» с фильмом «либо Меган Фокс, либо любой трансформер». Он повторил свою роль в третьем фильме о трансформерах с живым действием «Трансформеры 3: Темная сторона Луны», который вышел в прокат 28 июня 2011 года. В четвёртом фильме, «Трансформеры: Эпоха истребления», он не появился, и на роль главного героя выбрали Марка Уолберга.

## Фильмография
| Год  |    | Русское название                                      | Оригинальное название                              | Роль                            |
| ---- | -- | ----------------------------------------------------- | -------------------------------------------------- | ------------------------------- |
| 1998 | ф  | Рождественский путь                                   | The Christmas Path                                 | Кэл                             |
| 1998 | ф  | Обезьянье дело                                        | Monkey Business                                    | Уэйт                            |
| 1998 | тф | Завтрак с Эйнштейном                                  | Breakfast with Einstein                            | Джоуи                           |
| 1999 | с  | Каролина в Нью-Йорке                                  | Caroline in the City                               | Итэн                            |
| 1999 | с  | Джесси                                                | Jesse                                              | Мо                              |
| 1999 | с  | Непредсказуемая Сьюзан                                | Suddenly Susan                                     | Риччи                           |
| 1999 | с  | Прикосновение ангела                                  | Touched by an Angel                                | Джонни                          |
| 1999 | с  | Секретные материалы                                   | The X-Files                                        | Риччи Люпон                     |
| 2000 | с  | Скорая помощь                                         | ER                                                 | Дарнел Смит                     |
| 2000 | с  | Хулиганы и ботаны                                     | Freaks and Geeks                                   | Гилберт                         |
| 2000 | с  | Зажигай со Стивенсами                                 | Even Stevens                                       | Луис Стивенс                    |
| 2001 | тф | Загнанный                                             | Hounded                                            | Ронни ван Дюсен                 |
| 2001 | с  | Комната кошмаров                                      | The Nightmare Room                                 | Дилан Пирс                      |
| 2002 | тф | День из жизни                                         | Tru Confessions                                    | Эдди Уолкер                     |
| 2002 | мс | Гордая семья                                          | The Proud Family                                   | Джонни МакБридж                 |
| 2003 | ф  | Сражения солдата Келли                                | The Battle of Shaker Heights                       | Келли Эрнсуиллер                |
| 2003 | ф  | Ангелы Чарли: Только вперёд                           | Charlie's Angels: Full Throttle                    | Макс Питрони                    |
| 2003 | ф  | Тупой и ещё тупее тупого: Когда Гарри встретил Ллойда | Dumb and Dumberer: When Harry Met Lloyd            | Льюис                           |
| 2003 | ф  | Клад                                                  | Holes                                              | Стэнли Илнэтс IV                |
| 2004 | ф  | Я, робот                                              | I, Robot                                           | Фарбер                          |
| 2005 | ф  | Триумф                                                | The Greatest Game Ever Played                      | Франсис Уиме                    |
| 2005 | ф  | Константин: Повелитель тьмы                           | Constantine                                        | Чэс Крэймер                     |
| 2006 | ф  | Бобби                                                 | Bobby                                              | Купер                           |
| 2006 | ф  | Как узнать своих святых                               | A Guide to Recognizing Your Saints                 | Дито                            |
| 2007 | ф  | Паранойя                                              | Disturbia                                          | Кейл Брехт                      |
| 2007 | мф | Лови волну!                                           | Surf’s Up                                          | Коди Маверик                    |
| 2007 | ф  | Трансформеры                                          | Transformers                                       | Сэм Уитвики                     |
| 2008 | ф  | Индиана Джонс и Королевство хрустального черепа       | Indiana Jones and the Kingdom of the Crystal Skull | Генри Уильямс / Генри Джонс III |
| 2008 | ф  | На крючке                                             | Eagle Eye                                          | Джерри Шоу/Итан Шоу             |
| 2009 | ф  | Трансформеры: Месть падших                            | Transformers: Revenge of the Fallen                | Сэм Уитвики                     |
| 2009 | ф  | Нью-Йорк, я люблю тебя                                | New York, I Love You                               | Джейкоб                         |
| 2010 | ф  | Уолл-стрит: Деньги не спят                            | Wall Street: Money Never Sleeps                    | Джейкоб Мур                     |
| 2011 | ф  | Трансформеры 3: Тёмная сторона Луны                   | Transformers: Dark of the Moon                     | Сэм Уитвики                     |
| 2012 | ф  | Самый пьяный округ в мире                             | Lawless                                            | Джек Бондюрант                  |
| 2012 | ф  | Грязные игры                                          | The Company You Keep                               | Бен Шепард                      |
| 2013 | ф  | Опасная иллюзия                                       | The Necessary Death of Charlie Countryman          | Чарли Кантримен                 |
| 2013 | ф  | Нимфоманка                                            | Nymphomaniac                                       | Жером                           |
| 2014 | ф  | Ярость                                                | Fury                                               | Бойд «Святоша» Свон             |
| 2015 | ф  | Война                                                 | Man Down                                           | Гэбриэл Драммер                 |
| 2016 | ф  | Американская милашка                                  | American Honey                                     | Джейк                           |
| 2017 | ф  | Борг/Макинрой                                         | Borg/McEnroe                                       | Джон Макинрой                   |
| 2019 | ф  | Милый мальчик                                         | Honey Boy                                          | Джеймс Лорт                     |
| 2019 | ф  | Арахисовый сокол                                      | The Peanut Butter Falcon                           | Тайлер                          |
| 2020 | ф  | Выбивая долги                                         | The Tax Collector                                  | Крипер                          |
| 2020 | ф  | Фрагменты женщины                                     | Pieces of a Woman                                  | Шон Карсон                      |
| 2022 | ф  | Молодой папа                                          | Padre Pio                                          | Отец Пио                        |
| 2024 | ф  | Мегалополис                                           | Megalopolis                                        | Клодий Пульхр                   |

## Награды и номинации
Лабаф имеет 11 наград и 38 номинаций.
Награды
- Кинофестиваль «Сандэнс»
  - 2006 — Специальный приз жюри — драма за «Как узнать своих святых»
- Премия BAFTA
  - 2008 — Восходящая звезда

Номинации
- MTV Movie Awards
  - 2004 — Прорыв года за «Клад»
  - 2008 — Лучшая мужская роль за «Трансформеры»
  - 2008 — Лучший поцелуй за «Паранойя»
  - 2009 — Лучшая мужская роль за «На крючке»
- Премия Гильдии актёров
  - 2007 — Лучший актёрский состав за «Бобби»
- Премия «Сатурн»
  - 2009 — Лучший актёр второго плана за «Индиана Джонс и Королевство хрустального черепа»